# Колейка (Опольське воєводство)
Колейка (пол. Kolejka) — село в Польщі, у гміні Добродзень Олеського повіту Опольського воєводства.
Населення — 121 особа (2011).
У 1975—1998 роках село належало до Ченстоховського воєводства.

## Демографія
Демографічна структура станом на 31 березня 2011 року:
|          | Загалом | Допрацездатний вік | Працездатний вік | Постпрацездатний вік |
| -------- | ------- | ------------------ | ---------------- | -------------------- |
| Чоловіки | 65      | 14                 | 41               | 10                   |
| Жінки    | 56      | 9                  | 34               | 13                   |
| Разом    | 121     | 23                 | 75               | 23                   |